# 나지스
나지스는 이슬람 율법상 의식적으로 불결한 자를 가리키는 말이다. 시아파에 따르면 나지스에는 크게 두 종류가 있다. 본질적으로 깨끗해질 수 없는 "필수 나지스"와 조건적으로 깨끗해질 수 있는 자가 그것인데 후자의 경우에는 다른 나지스와 접촉함으로써 그 더러움이 충분히 없어질 수 있다고 믿는다.
무슬림이 나지와 접촉하는 것은 의식적으로 불경하고 불결한 상태로 이르게 하기 때문에 의식을 치르거나 예배에 참가하기 전에는 절대 그들과 만나서는 안 된다.
샤피이의 경우 나지스에 해당하는 사물로는 포도주와 술, 개, 돼지, 죽은 동물이며 피나 동물의 젖은 먹을 수 없다. 카피르족 사람들도 이에 포함된다. 
이슬람 방식이 아닌 다른 방법으로 죽임을 당한 동물의 고기는 모두 나지스에 해당한다.
나지스에 해당하는 사물은 절대 순결해질 수 없으며 식초로 만든 포도주와 무두질로 만든 가죽만 제외 대상이다.

## 같이 보기
- 우두 (의식)
- 딤미